# Потери авиации во Вьетнамской войне

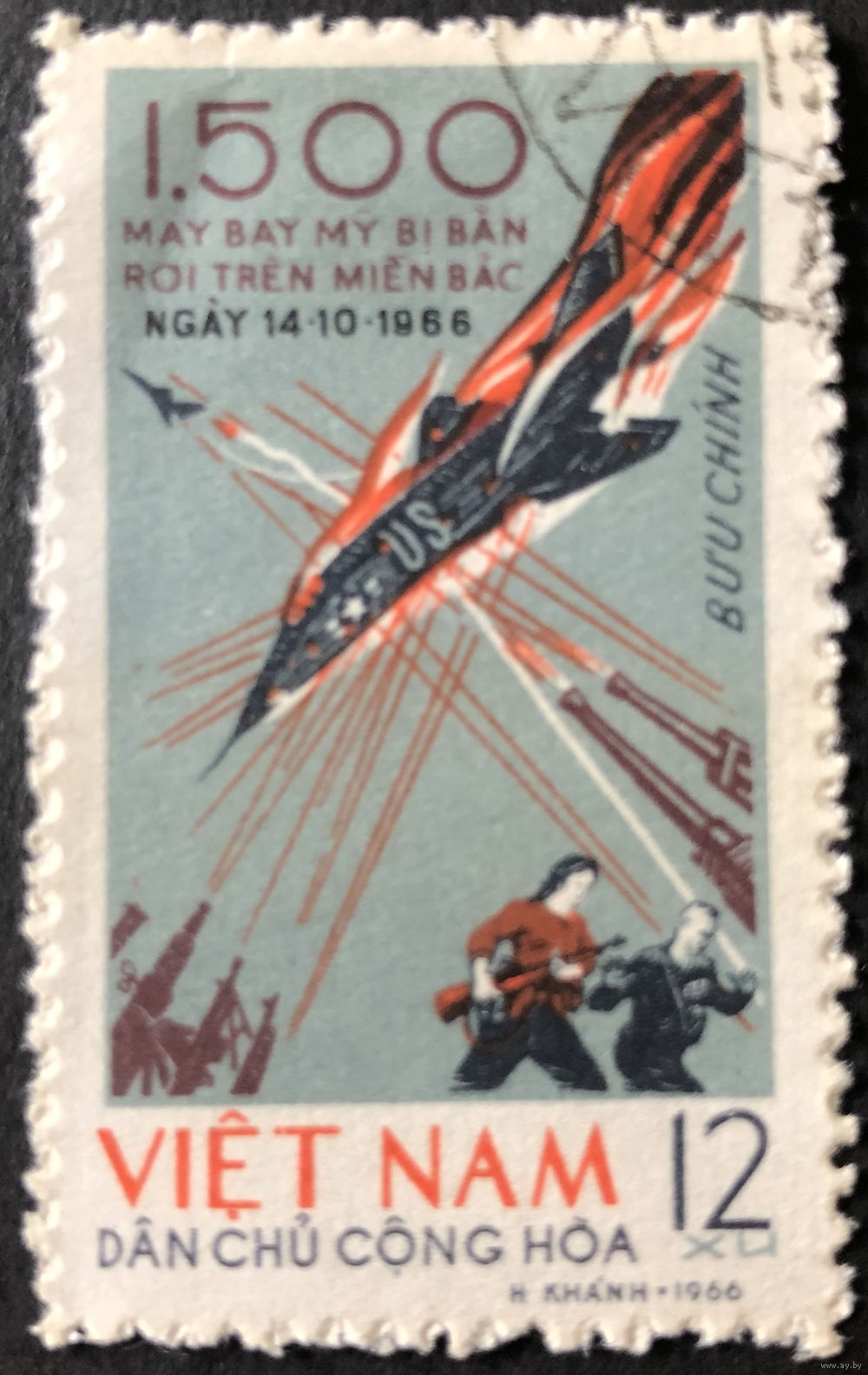
Марка "1500-й сбитый американский самолет над Северным Вьетнамом"

В ходе войны во Вьетнаме (1957—1975) военная авиация сыграла значительную роль, используясь для выполнения самых различных задач. Наиболее интенсивно авиацию применяли Военно-воздушные силы (ВВС), Военно-морские силы (ВМС) и Корпус морской пехоты (КМП) Соединённых Штатов Америки. 
Свою авиацию имела и американская Армия, однако это были в основном небоевые самолёты (лёгкие разведчики, транспортные). 
Гораздо менее интенсивно свою авиацию использовали Демократическая Республика Вьетнам, Республика Вьетнам, Австралия.
Ниже приведена информация о потерях самолётов сторонами конфликта. Следует помнить, что, как и в случае с другими военными потерями, приведённые цифры не претендуют на абсолютную точность. Как показывает история войн, подсчёт потерь всегда затруднён неполнотой информации, ошибками исследователей или официальных лиц при составлении документов, а иногда и намеренными искажениями объективных данных. Тем не менее, при всех возможных ошибках и неточностях существующие источники предоставляют значительный объём информации относительно авиационных потерь в ходе Вьетнамской войны.
Указанные цифры включают как боевые (в результате действий противника или от «дружественного огня»), так и небоевые (аварии и катастрофы по техническим причинам, из-за ошибки пилота, в плохих погодных условиях и т. д.) потери. Территориального разделения нет — приведены все потери в регионе Юго-Восточной Азии (Северный Вьетнам, Южный Вьетнам, Лаос, Камбоджа, потери над водой), так или иначе связанные с боевыми действиями 1957—1975 годов. Если модификации самолёта не имели собственного названия, их потери, как правило, входят в потери базового варианта. Например, потери разведчиков RF-4 «Фантом II» указаны в сумме потерь F-4 «Фантом II». Наоборот, самолёт радиоэлектронной борьбы Грумман EA-6 «Праулер» приводится отдельно от штурмовика Грумман A-6 «Интрудер», поскольку имеет собственное название.

## Потери авиации США
- Дуглас A-1 «Скайрейдер»

 — ВВС: 191 самолёт в 1964—1972 годах
 — ВМС: 69 самолётов в 1964—1968 годах
 — Всего: 260 самолётов
- Дуглас A-4 «Скайхок»

 — ВМС: 282 самолёта в 1964—1972 годах
 — КМП: 91 самолёт
 — Всего: 373 самолёта
- Грумман A-6 «Интрудер»

 — ВМС: 62 самолёта в 1965—1973 годах
 — КМП: 25 самолётов
 — Всего: 87 самолётов
- ЛТВ A-7 «Корсар II»

 — ВВС: 6 самолётов в 1972 году
 — ВМС: 100 самолётов в 1967—1973 годах
 — Итого: 106 самолётов
- Дуглас A-26 «Инвэйдер»

 — ВВС: 22 самолёта в 1962—1969 годах
- Цессна A-37 «Дрэгонфлай»

 — ВВС: 22 самолёта в 1967—1972 годах
- Дуглас AC-47 «Спуки»

 — ВВС: 19 самолётов в 1965—1969 годах
- Фэйрчайлд AC-119 «Шэдоу»/«Стингер»

 — ВВС: 6 самолётов
- Локхид AC-130 «Спектр»

 — ВВС: 6 самолётов
- Боинг B-52 «Стратофортресс»

 — ВВС: 48 самолётов в 1965—1973 годах; 
По другим  (оф. американские данные) данным, потери составили: 31 самолёт, из них 17 сбитых в боевых действиях, 1 списанный из-за боевых повреждений, 11 разбившихся в лётных происшествиях, 1 списанный из-за небоевых повреждений и 1 сгоревший на аэродроме в Японии.
- Мартин B-57 «Канберра»[3]

 — ВВС: 56 самолётов в 1964—1970 годах
- Дуглас B-66 «Дестройер»

 — ВВС: 14 самолётов в 1965—1972 годах
- Локхид C-5 «Гэлэкси»

 — ВВС: 1 самолёт в 1975 году (небоевая потеря)
- Де Хэвилэнд C-7 «Карибу»

 — ВВС: 20 самолётов
- Дуглас C-47 (C-117) «Скайтрэйн»

 — ВВС: 21 самолёт в 1961—1973 годах
 — ВМС: 1 самолёт
 — КМП: 2 самолёта
 — Всего: 24 самолёта
- Фэйрчайлд C-123 «Провайдер»

 — ВВС: 53 самолёта в 1962—1971 годах
- Локхид C-130 «Геркулес»

 — ВВС: 55 самолётов в 1965—1972 годах
 — КМП: 4 самолёта
- Локхид C-141 «Старлифтер»

 — ВВС: 2 самолёта в 1967 году
- Локхид E-2 «Хокай»

 — ВМС: 2 самолёта в 1970—1971 годах (небоевые потери)
- Грумман EA-6 «Проулер»

 — ВМС: ?
 — КМП: 2 самолёта
 — Всего: ?
- Локхид EC-121 «Уорнинг Стар»

— ВВС: 2 самолёта
— ВМС: ?
— Всего: ?
- Дуглас EF-10 «Скайнайт»

 — КМП: 5 самолётов
- Макдоннел-Дуглас F-4 «Фантом II»

 — ВВС: 658 самолётов в 1965—1973 годах
 — ВМС: 138 самолётов в 1964—1973 годах
 — КМП: 99 самолётов
 — Всего: 895
- Нортроп F-5A «Фридом Файтер»

 — ВВС: 9 самолётов в 1965—1967 годах
- Воут F-8 «Крусейдер»

 — ВМС: 147 самолётов в 1964—1972 годах
 — КМП: 22 самолёта
 — Всего: 169 самолётов
- Норт Америкэн F-100 «Супер Сэйбр»

 — ВВС: 243 самолёта в 1964—1971 годах
- Конвэр F-102 «Дельта Даггер»

 — ВВС: 14 самолётов в 1965—1967 годах
- Локхид F-104 «Старфайтер»

 — ВВС: 14 самолётов в 1965—1967 годах
- Рипаблик F-105 «Тандерчиф»

 — ВВС: 382 самолёта в 1964—1972 годах
- Дженерал Дайнэмикс F-111[5]

 — ВВС: 11 самолётов в 1968—1973 годах
- Грумман HU-16 «Альбатрос»

 — ВВС: 4 самолёта в 1965—1966 годах
- Боинг KB-50 «Суперфортресс»

 — ВВС: 1 самолёт в 1964 году
- Боинг KC-135 «Стратотанкер»

 — ВВС: 3 самолёта в 1968—1969 годах
- Цессна O-1 «Бёрд Дог»

 — ВВС: 172 самолёта в 1963—1972 годах
 — КМП: 7 самолётов
 — Всего: 179 самолётов
- Цессна O-2 «Скаймастер»

 — ВВС: 104 самолёта в 1967—1972 годах
- Норт Америкэн OV-10 «Бронко»

 — ВВС: 63 самолёта в 1968—1973 годах
 — ВМС: 7 самолётов
 — КМП: 10 самолётов
 — Всего: 80 самолётов
- Норт Америкэн RA-5C «Виджилент»

 — ВМС: 27 самолётов в 1965—1972 годах
- Локхид RF-101C «Вуду»

 — ВВС: 39 самолётов в 1964—1968 годах
- Локхид SR-71[7]

 — ВВС: 2 самолёта в 1970—1972 годах (обе потери небоевые)
- Норт Америкэн T-28 «Троян»

 — ВВС: 23 самолёта в 1962—1968 годах
- Локхид U-2 «Дрэгон Леди»

 — ВВС: 1 самолёт в 1966 году (небоевая потеря)
- Цессна U-3B

— ВВС: 1 самолёт в 1968 году
- Де Хэвилэнд U-6 «Бивер»

— ВВС: 1 самолёт в 1966 году
- Гелио U-10 «Супер Курьер»

— ВВС: 1 самолёт в 1969 году
Итого: 3374 самолета.
Кроме того было потеряно 578 беспилотных самолётов.

## Потери авиации Австралии
- Инглиш Электрик «Канберра»

 — ВВС: 2 самолёта в 1970—1971 годах

## Потери авиации Южного Вьетнама
С 1 января 1964 года по 30 сентября 1973 года Южный Вьетнам потерял 1018 самолётов и вертолётов.
За 1974 год Южный Вьетнам потерял 299 самолётов и вертолётов. Из США восполняли эти потери.
Армия Северного Вьетнама в 1975 году захватила на аэродромах 877 самолётов и вертолётов Южного Вьетнама. Количество сбитых и разбившихся неизвестно. На аэродоме Тан Сон Нат было уничтожено несколько десятков самолётов и вертолётов.

## Потери авиации Северного Вьетнама
- МиГ-17

 — не менее 68—71 самолёта (без учёта небоевых потерь)
- МиГ-19

 — не менее 5—9 самолётов (без учёта небоевых потерь)
- МиГ-21

 — не менее 66—69 самолётов (без учёта небоевых потерь)